# 리 스트래스버그
리 스트라스버그(영어: Lee Strasberg, 1901년 11월 17일 ~ 1982년 2월 17일)는 미국의 배우이다.

## 같이 보기
- 스타니슬랍스키 시스템
- 메소드 연기
- 마릴린 먼로
- 미하일 체호프
- 스텔라 애들러